# Плаза (отель, Ливерпуль)
«Плаза» (англ. The Plaza) — комплекс офисных зданий, также известный как Здания Сэра Мурса, в деловом районе Ливерпуля. Адрес: Old Hall Street 100. При высоте 65 метров (213 футов), занимает 14 место в списке самых высоких зданий Ливерпуля. Комплекс был построен в 1965 году, позднее был реконструирован и отреставрирован, и в 2005 году приобрёл современный облик. Представляет собой 18-этажные здания, где располагаются в основном офисы, в настоящее время комплексом владеет компания Bruntwood, которой принадлежит также ряд других объектов недвижимости в городе.
Здание строилось, как главный офис  компании Литтлвуд (ныне несуществующей), названо в честь основателя компании Джона Мурса. Здесь располагалась одна из двух в истории компании Литтлвуд штаб-квартир. Сейчас здание сдается в аренду многочисленным компаниям и организациям.

## Галерея

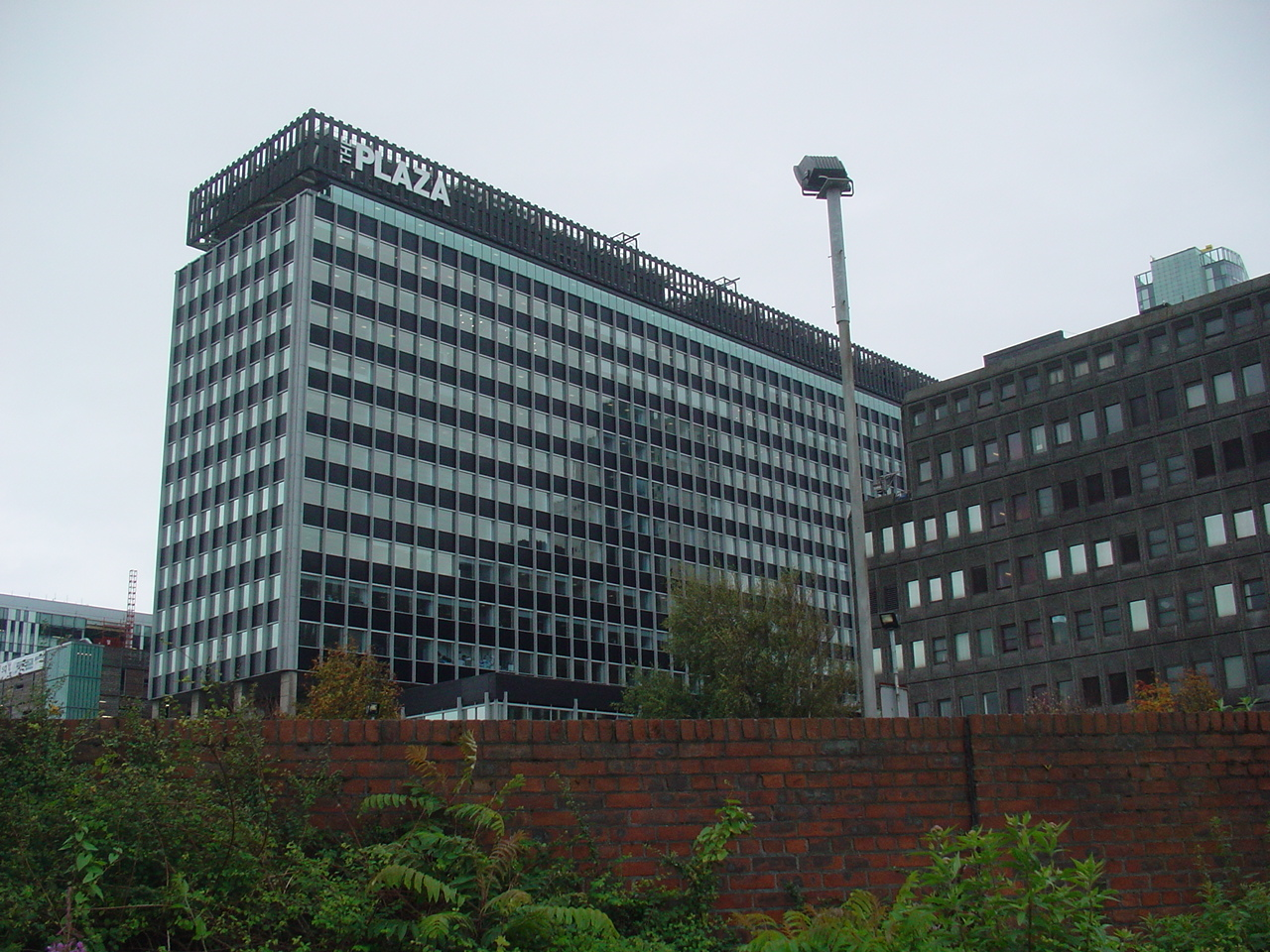
Плаза
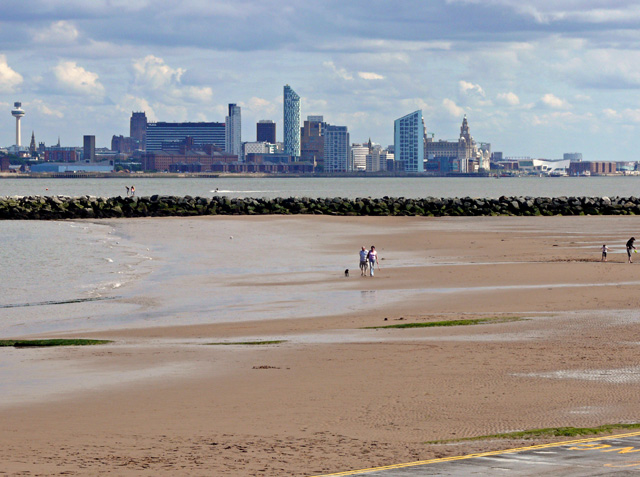
Плаза хорошо просматривается в панораме между Ливерпульским собором и Битхэм Тауэр
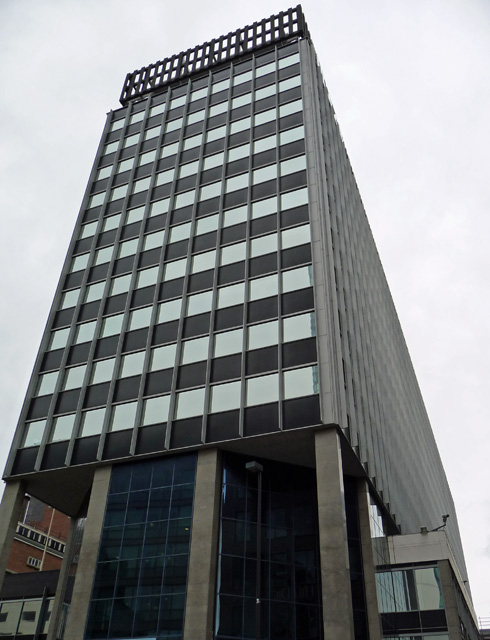
Выход из отеля